# Superliga de fútbol femenino 2008-09
La temporada 2008-09 de la Superliga de fútbol femenino de España se disputó entre el 7 de septiembre de 2008 y el 10 de mayo de 2009.
El Rayo Vallecano Femenino se proclamó campeón por primera vez en su historia.

## Equipos de la Superliga 2008-2009
Tras las dificultades económicas del CF Puebla, antes de iniciarse la temporada la AD Las Mercedes de Almendralejo, de Primera Nacional, se hizo con los derechos federativos del club, que pasó a llamarse Extremadura Femenino CF, aunque a efectos de federativos mantiene la denominación de CF Puebla.
| Club                                      | Ciudad               | Estadio                                  |
| ----------------------------------------- | -------------------- | ---------------------------------------- |
| Atlético de Madrid Féminas                | Madrid               | Miniestadio Cerro del Espino             |
| Athletic Club                             | Bilbao               | Instalaciones de Lezama                  |
| FC Barcelona                              | Barcelona            | Ciutat Esportiva Joan Gamper             |
| AD Colegio Alemán-Universitat de València | Valencia             | Campus Universitario Els Tarongers       |
| RCD Espanyol                              | Barcelona            | Ciutat Esportiva de Sant Adrià del Besòs |
| UE L'Estartit                             | Torroella de Montgrí | Municipal de L'Estartit                  |
| SD Lagunak                                | Barañáin             | Sociedad Lagunak                         |
| Levante UD                                | Valencia             | Polideportivo Municipal de Nazaret       |
| Club Atlético Málaga                      | Málaga               | Malaka                                   |
| CF Pozuelo de Alarcón                     | Pozuelo de Alarcón   | Polideportivo Valle de las Cañas         |
| Extremadura Femenino Club de Fútbol       | Almendralejo         | Estadio Francisco de la Hera             |
| Rayo Vallecano                            | Madrid               | Estadio Teresa Rivero                    |
| Real Sociedad                             | San Sebastián        | Instalaciones de Zubieta                 |
| Cajasol Sporting de Huelva                | Huelva               | Campo Federativo de "La Orden"           |
| AD Torrejón CF                            | Torrejón de Ardoz    | Las Veredillas                           |
| CD Prainsa Zaragoza                       | Zaragoza             | Campos Federación Pedro Sancho           |

## Sistema de competición
La Superliga española 2008-09 fue organizada por la Real Federación Española de Fútbol, siendo un torneo no profesional.
La competición se disputa anualmente, empezando a finales del mes de agosto o principios de septiembre y terminando en el mes de mayo o junio del siguiente año.
Como en temporadas precedentes, el torneo constaba de un grupo único integrado por 14 clubes de toda la geografía española. Siguiendo un sistema de liga, los 14 equipos se enfrentaron todos contra todos en dos ocasiones -una en campo propio y otra en campo contrario- sumando un total de 26 jornadas. El orden de los encuentros se decidió por sorteo antes de empezar la competición.
La clasificación final se estableció con arreglo a los puntos obtenidos en cada enfrentamiento, a razón de tres por partido ganado, uno por empatado y ninguno en caso de derrota. Si al finalizar el campeonato dos equipos igualasen a puntos, los mecanismos establecidos por el reglamento para desempatar la clasificación fueron los siguientes:
1. El que tenga una mayor diferencia entre goles a favor y en contra en los enfrentamientos entre ambos.
2. Si persiste el empate, la mayor la diferencia de goles a favor y en contra en todos los encuentros del campeonato.

Para un empate a puntos entre tres o más clubes, los sucesivos mecanismos de desempate previstos por el reglamento fueron los siguientes: 
1. La mejor puntuación de la que a cada uno corresponda a tenor de los resultados de los partidos jugados entre sí por los clubes implicados.
2. La mayor diferencia de goles a favor y en contra, considerando únicamente los partidos jugados entre sí por los clubes implicados.
3. La mayor diferencia de goles a favor y en contra teniendo en cuenta todos los encuentros del campeonato.
4. El mayor número de goles a favor teniendo en cuenta todos los encuentros del campeonato.

El equipo que más puntos sumó al final del campeonato se proclamó campeón de liga y obtuvo una plaza para la siguiente edición de la Copa de la UEFA Femenina. Asimismo, junto con los otros ocho primeros clasificados disputaron la Copa de la Reina al término de la liga. 
Los clasificados en última y penúltima posición descendieron a Primera Nacional y de esta ascendieron, para reemplazarlos, los dos equipos campeones de la promoción de ascenso.

## Clasificación final
| Pos | Equipo              | J  | G  | E | P  | GF  | GC  | Ptos |
| --- | ------------------- | -- | -- | - | -- | --- | --- | ---- |
| 1   | Rayo Vallecano      | 30 | 26 | 3 | 1  | 98  | 16  | 81   |
| 2   | Levante UD          | 30 | 24 | 4 | 2  | 86  | 17  | 76   |
| 3   | Athletic Club       | 30 | 21 | 2 | 7  | 100 | 43  | 65   |
| 4   | RCD Espanyol        | 30 | 18 | 6 | 6  | 70  | 25  | 60   |
| 5   | CD Prainsa Zaragoza | 30 | 15 | 6 | 9  | 52  | 33  | 51   |
| 6   | FC Barcelona        | 30 | 14 | 7 | 9  | 48  | 32  | 49   |
| 7   | Atlético Féminas    | 30 | 14 | 6 | 10 | 49  | 33  | 48   |
| 8   | AD Torrejón CF      | 30 | 12 | 2 | 16 | 52  | 68  | 38   |
| 9   | Sporting de Huelva  | 30 | 10 | 7 | 13 | 43  | 48  | 37   |
| 10  | Real Sociedad       | 30 | 9  | 6 | 15 | 27  | 46  | 33   |
| 11  | SD Lagunak          | 30 | 9  | 5 | 16 | 29  | 59  | 32   |
| 12  | UE L'Estartit       | 30 | 9  | 4 | 17 | 48  | 72  | 31   |
| 13  | Atlético Málaga     | 30 | 8  | 2 | 20 | 33  | 84  | 26   |
| 14  | AD Colegio Alemán   | 30 | 8  | 1 | 21 | 39  | 81  | 25   |
| 15  | Extremadura FFC     | 30 | 6  | 2 | 22 | 28  | 64  | 20   |
| 16  | AD Pozuelo CF       | 30 | 5  | 1 | 24 | 32  | 113 | 16   |

|  | Clasificación para Copa de la UEFA Femenina y la Copa de la Reina 2009 |
|  | Clasificación para la Copa de la Reina 2009                            |
|  | Desciende a Primera Nacional                                           |

| Campeón Rayo Vallecano 1.o título |

## Goleadoras
Lista final de las máximas goleadoras de la Superliga 2008/09
| #  | Jugadora       | Equipo            | Goles |
| -- | -------------- | ----------------- | ----- |
| 1ª | Erika Vázquez  | Athletic Club     | 32    |
| 2ª | Natalia Pablos | Rayo Vallecano    | 29    |
| 3ª | Sonia Bermúdez | Rayo Vallecano    | 23    |
| 4ª | Marta Mateos   | AD Colegio Alemán | 20    |
| 5ª | Adriana Martín | RCD Espanyol      | 18    |